# 뇨이린지 (오고리시)

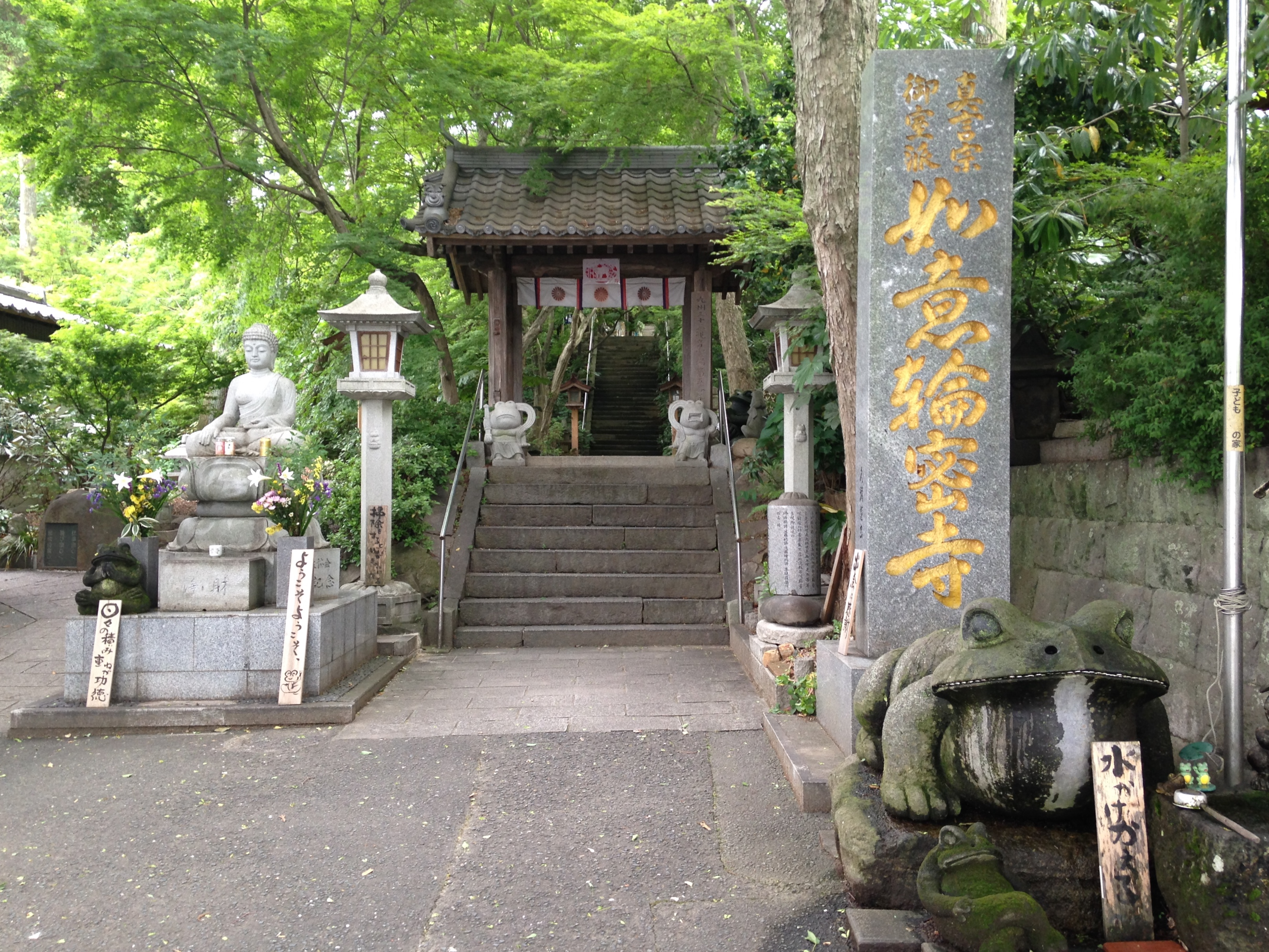
뇨이린지

뇨이린지(일본어: 如意輪寺)는 일본 후쿠오카현 오고리시에 위치한 진언종 오무로파 사원이다. 본존은 여의륜관음으로, 후쿠오카 현 지정 문화재이다.
사찰 내에는 주지스님이 모아놓은 많은 개구리 장식물 때문에 개구리 사원(일본어: カエル寺 가에루지[*])이라고도 불리며, 매년 6월 6일에는 개구리 축제도 시행되고 있다.